# Frank Westphal (Musiker)

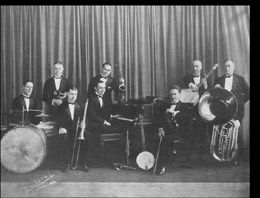
Frank Westphal and his Rainbo Orchestra 1922

Frank Christian Westphal (15. Juni 1889 in Chicago – 23. November 1948 in Hines) war ein US-amerikanischer Pianist und Bandleader.

## Leben
Er lebte und arbeitete in Chicago, zunächst als Vaudeville-Pianist. 1911 lernte er dort die sechs Jahre ältere Sängerin und Entertainerin Sophie Tucker kennen, die ihn als Pianisten für ihre Shows engagierte. 1917 heiratete das Paar, nach nur zwei Jahren wurde die Ehe wieder geschieden.
Zu Beginn der zwanziger Jahre wurde Westphal Pianist und Leiter des Rainbo Orchestra. Die 1921 eröffneten Rainbo-Gardens an der Chicagoer North Clark Street, Ecke Lawrence Avenue gehörten damals zu den größten und berühmtesten Veranstaltungsorten der USA mit einer Drehbühne, über 2000 Sitzplätzen und einer Tanzfläche für weitere 1500 Personen. Die Auftritte der Bands wurden zu Werbezwecken vom Radiosender WQJ übertragen. Im Rainbo Orchestra spielten unter anderem Charles Burns (Trompete), Herb Winfield (Posaune), Bill und Jack Richards (Saxophone), John Jensen (Tuba) und Earl Roberts (Banjo). Es gehörte somit auch zu den ersten Jazzorchestern mit mehreren Saxophonen.
1922–1924 spielten Frank Westphal and his Rainbo-Orchestra bei Columbia Records zahlreiche Titel ein und trugen auch dadurch zur Entwicklung und Verbreitung des Chicago-Jazz bei.
Westphal betätigte sich auch als Komponist und schrieb unter anderem mit Gus Kahn den später durch Perry Como bekannt gewordenen Titel „When You Come to the End of the Day“.

## Aufnahmen
- All Wrong, Chicago 1923 (Columbia 17-D)
- Bugle Call Rag, 1923 	Chicago 1923 (Columbia A3872)
- Carry Me Back To My Carolina Home, Chicago 1922 (Columbia A3755)
- Choo Choo Blues Chicago, 1922 (Columbia A3743)
- Dont Bring Me Posies Chicago 1922 (Columbia A3693)
- Forgetful Blues, Chicago 1923 (Columbia 32-D)
- Greenwich Witch, Chicago 1922 (Columbia A3786)
- Home In Pasadena, Chicago 1922 (Columbia 108-D)
- I've Got A Song For Sale Chicago 1923 (Columbia 17-D)
- Liza, Chicago 1923 (Columbia A 3814)
- Never Again, Chicago 1924, Columbia (2-D)
- Nobody's Sweetheart, Chicago 1924 (Columbia 112-D)
- Off Again, On Again Blues, Chicago 1923 	(Columbia A3929)
- Oh! Sister, Ain't That Hot!, Chicago 1923 (Columbia 22-D)
- Railroad Man, Chicago 1923, (Columbia A3872)
- Stack O'Lee Blues, Chicago 1923 (Columbia 32-D)
- Stop Your Kidding, Chicago 1922 (Columbia A3786)
- That Barkin' Dog, Chicago 1922 	(Columbia A3743)
- That Lullaby Strain, Chicago 1924 (Columbia 108-D)
- The Duck's Quack, Chicago 1923, (Columbia A3944)
- Those longing for you blues Regal 9301
- Those Star Spangled Nights In Dixieland, Chicago 1922 (Columbia A3755)
- Two Time Dan, Chicago 1923 (Columbia A3929)
- Wolverine Blues, Chicago 1923 (Columbia A3911)